# Ta-Nehesi
Ta-Nehesi és una paraula emprada en l'antic egipci que vol dir 'Terra dels Nubis' i que els egipcis aplicaven alternativament a Núbia juntament amb el nom de Ta-Seti.